# مدرسة نصيبين

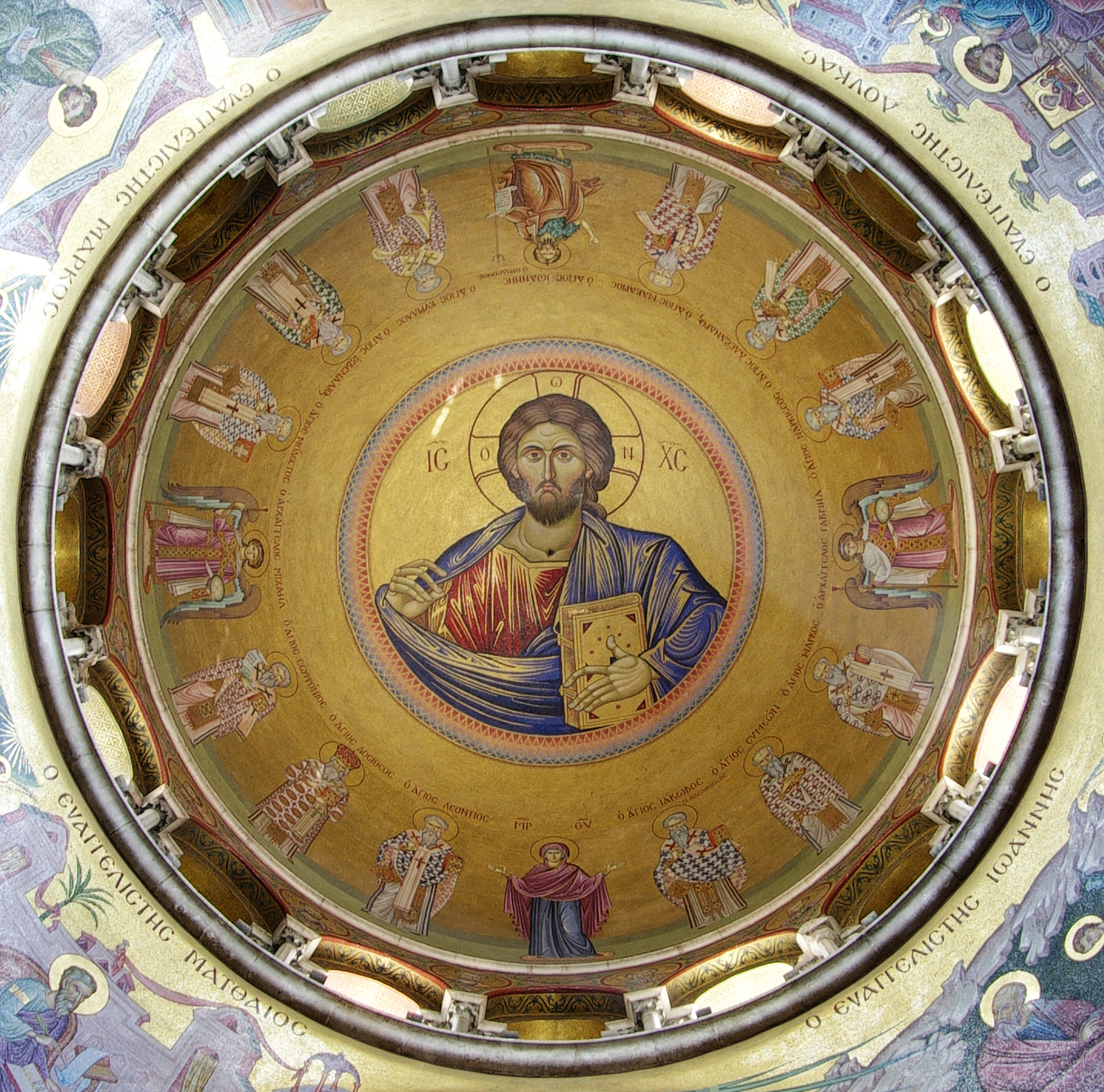

مدرسة نصيبين (بالسريانية: ܐܣܟܘܠܐ ܕܢܨܝܒܝܢ)‏، هي مدرسة لاهوتية مسيحية سريانية نشأت في مدينة نصيبين بتركيا حاليا. يعود تاريخ تأسيسها إلى سنة 350 وذلك عندما سقطت مدرسة الرها بيد الساسانيين ما حدا بأفرام السرياني ومجموعة من تلامذته إلى النزوح إلى نصيبين فأسسوا مدرسة لاهوتية بها. كما علا شأن هذه المدرسة عندما أمر الإمبراطور البيزنطي زينون بإغلاق مدرسة الرها نهائيا فانتقل اساتذتها إلى نصيبين حتى أصبحت تلقب بأول جامعة في التاريخ. وكانت للمدرسة حينئذ ثلاث أقسام تهتم باللاهوت والفلسفة والطب.